# ميل فيرير
ميل فيرير (بالإنجليزية: Mel Ferrer) مواليد 25 أغسطس 1917 في نيوجيرسي، الولايات المتحدة - الوفاة 2 يونيو 2008 في سانتا باربارا، الولايات المتحدة، هو ممثل ومخرج ومنتج أمريكي بدأ مسيرته الفنية سنة 1937. امتدت مسيرته الفنية لأكثر من 61 عاما.

## الأعمال
- ليلي
- الحرب والسلام
- أطول يوم
- الأحجية
- فالكون كريست
- لويزيانا هيرايد
- ثأر

## روابط خارجية
- ميل فيرير على موقع IMDb (الإنجليزية)
- ميل فيرير على موقع روتن توميتوز (الإنجليزية)
- ميل فيرير على موقع قاعدة بيانات الأفلام العربية
- ميل فيرير على موقع ألو سيني (الفرنسية)
- ميل فيرير على موقع ميوزك برينز (الإنجليزية)
- ميل فيرير على موقع تيرنر كلاسيك موفيز (الإنجليزية)
- ميل فيرير على موقع أول موفي (الإنجليزية)
- ميل فيرير على موقع قاعدة بيانات برودواي على الإنترنت (الإنجليزية)
- ميل فيرير على موقع قاعدة بيانات برودواي على الإنترنت (الإنجليزية)
- ميل فيرير على موقع قاعدة بيانات برودواي على الإنترنت (الإنجليزية)